# Dactylispa discalis
Dactylispa discalis is een keversoort uit de familie bladkevers (Chrysomelidae). De wetenschappelijke naam van de soort werd in 1960 gepubliceerd door Gressitt.